# Edmond Pottier
Edmond François Paul Pottier (* 13. August 1855 in Saarbrücken; † 4. Juli 1934 in Paris) war ein französischer Kunsthistoriker und Archäologe.
Edmond Pottier studierte ab 1874 Geisteswissenschaften an der École normale supérieure. Nach der Licence im Jahr 1877 war er bis 1880 Mitarbeiter an der École française d’Athènes. Im Anschluss war er bis 1883 Maître de conférences an der geisteswissenschaftlichen Fakultät der Universität Rennes. Während dieser Jahre führte er mit seinem Freund Salomon Reinach von 1880 bis 1882 die Ausgrabungen im kleinasiatischen Myrina durch. 1883/84 war er Maître de conférences an der Universität Toulouse. 1884 wurde er Mitarbeiter am Louvre und war von 1893 bis 1910 stellvertretender, im Anschluss bis 1924 Konservator für orientalische Archäologie und antike Keramik des Museums. Im Jahr 1884 wurde er Mitarbeiter von Edmond Saglio für das Dictionnaire des Antiquités Grecques et Romaines, das er nach dem Tode Saglios im Jahr 1911 allein betreute und dessen letzten Teilband er 1915 vorlegte. Er selbst trug 24 Artikel zu dem Werk bei. Das Corpus Vasorum Antiquorum, ein internationales Forschungsprojekt zur Erforschung und Publikation antiker Keramik, geht auf seine Initiative zurück. Von 1922 bis 1934 war er Direktor des Unternehmens.
1886 wurde er Vertretungsprofessor, 1908 Professor an der École du Louvre, einer der Grandes écoles, an der er bis 1921 lehrte. Zusammen mit anderen Wissenschaftlern des Louvre wie René Dussaud war er Herausgeber der Zeitschrift Syria, die von 1920 an vom Institut français d’archéologie de Beyrouth beim Pariser Verlag Paul Geuthner herausgegeben wurde.
Edmond Pottier wurde 1899 Mitglied der Académie des inscriptions et belles-lettres. 1908 wurde er als korrespondierendes Mitglied in die Preußische Akademie der Wissenschaften aufgenommen. 1915 legte er diese Mitgliedschaft aus Protest gegen den Aufruf „An die Kulturwelt“ nieder. Die Académie royale des Sciences, des Lettres et des Beaux-Arts de Belgique nahm ihn 1912 als assoziiertes Mitglied auf. Edmond Pottier wurde 1923 zum Kommandeur der Ehrenlegion ernannt.

## Publikationen
- L’art hittite. Paul Geuthner, Paris, 1926–1931.
- Douris et les peintres de vases grecs. H. Laurens, Paris, 1930.